# Cartoon All-Stars to the Rescue
A Cartoon All-Stars to the Rescue egy 1990-es animációs film több amerikai rajzfilmfigurával a főszerepben. A film részletesen ismerteti a gyermekek védelmét a drogokkal szemben. A film Michaelről, egy tizenéves fiúról szól, aki betör a húga szobájába, hogy ellopja a pénzt. Ezzel a pénzzel megpróbál drogot vásárolni, rajzfilm hőseink segítenek Michaelnek megérteni, miért veszélyesek a drogok, ez segít Michaelnek, hogy megszabaduljon függőségétől.
Először 1990. április 21-én mutatták be az Egyesült Államokban, ezt a crossover animációs filmet később 14 országban sugározták: Ausztrália, Kanada, Spanyolország, Mexikó, Izrael, Olaszország, Németország, Lengyelország, Oroszország, Brazília, Egyesült Királyság és Chile.
A "Wonderful Ways to Say No" című dalt Alan Menken, és az Oscar-díjas Howard Ashman szövegíró írta, aki több Disney film dalait is szerezte: A kis hableány, Szépség és a szőrny és Aladdin filmek zenéjét.

## Szereplők
| Szereplő           | Hang                 |
| ------------------ | -------------------- |
| Michael            | Jason Marsden        |
| Corey              | Lindsay Parker       |
| Alf                | Paul Fusco           |
| Smoke              | George C. Scott      |
| Tapsi Hapsi        | Jeff Bergman         |
| Dodó kacsa         | Jeff Bergman         |
| Micimackó          | Jim Cummings         |
| Tigris             | Jim Cummings         |
| Ragacs             | Frank Welker         |
| Törperős           | Frank Welker         |
| Baba Breki         | Frank Welker         |
| Garfield           | Lorenzo Music        |
| Alvin              | Ross Bagdasarian Jr. |
| Simon              | Ross Bagdasarian Jr. |
| Tódor              | Janice Karman        |
| Törpapa            | Don Messick          |
| Okoska             | Danny Goldman        |
| Tiki, Niki és Viki | Russi Taylor         |
| Baba Gonzó         | Russi Taylor         |
| Anya               | Laurie O’Brien       |
| Baba Röfi          | Laurie O’Brien       |
| Apu                | Townsend Coleman     |
| Michelangelo       | Townsend Coleman     |

A szereplők, akik megjelennek a rajzfilmben:
- Alf – Az animációs sorozat – Alf – Alien Productions
- Alvin és a mókusok – Alvin, Simon és Tódor – Bagdasarian Productions
- Muppet bébik – Baba Breki, Baba Röfi és Baba Gonzó – Henson Associates Inc.
- Bolondos dallamok – Tapsi Hapsi és Dodó kacsa – Warner Bros.
- Kacsamesék – Tiki, Niki és Viki – The Walt Disney Company
- Garfield és barátai – Garfield – United Feature Syndicate Inc. (UFS)
- Az igazi szellemirtók – Ragacs – Columbia Pictures Television
- Micimackó új kalandjai – Micimackó és Tigris – The Walt Disney Company
- Tini Nindzsa Teknőcök – Michelangelo – Mirage Studios
- Hupikék törpikék – Törpapa, Okoska és Törperős – Hanna-Barbera (eredetileg Peyo készítette)